# Халдејска католичка црква
Халдејска католичка црква (класични сиријски:  ܩܬܘܠܝܩܝܬܐ‎, транслитерација: ʿидтха калдетха катхуликетха; арапски: الكنيسة الكلدانية‎, транслитерација: Ал-Каниса ал-калданиија; латински: Ecclesia Chaldaeorum Catholica, буквално: Католичка црква Халдејаца) је источнокатоличка помесна црква (sui iuris) у пуној заједници са Светом столицом и остатком Католичке цркве, а на челу јој је Халдејски католички патријарх Вавилона. Користећи у својој литургији источносиријски обред на сиријском језику, део је сиријског хришћанства. Са седиштем у катедрали Марије Мајке жалости, у Багдаду у Ираку, на њеном челу је католикос-патријарх Луис Рафаел I Сако. У 2010. години имала је чланство од 490.371, од којих је 310.235 (63,27%) живело на Блиском истоку (углавном у Ираку).
Америчка комисија за међународну верску слободу извештава да су, према Ирачкој хришћанској фондацији, агенцији Халдејске католичке цркве, приближно 80% ирачких хришћана припадници те цркве. У сопственом Извештају о верској слободи за 2018. годину, амерички Стејт департмент проценио је халдејске католике на приближно 67% хришћана у Ираку. Извештај под називом Земаљске смернице за Ирак Европске службе за подршку избеглицама за 2019. годину даје исте информације као и амерички Стејт департмент.